# یواس‌اس تیکوندروگا (سی‌جی-۴۷)
یواس‌اس تیکوندروگا (سی‌جی-۴۷) (به انگلیسی: USS Ticonderoga (CG-47)) یک کشتی است که طول آن 567 feet (173 m) می‌باشد. این کشتی در سال ۱۹۸۱ ساخته شد.